# العدوى عند رعاية الأطفال

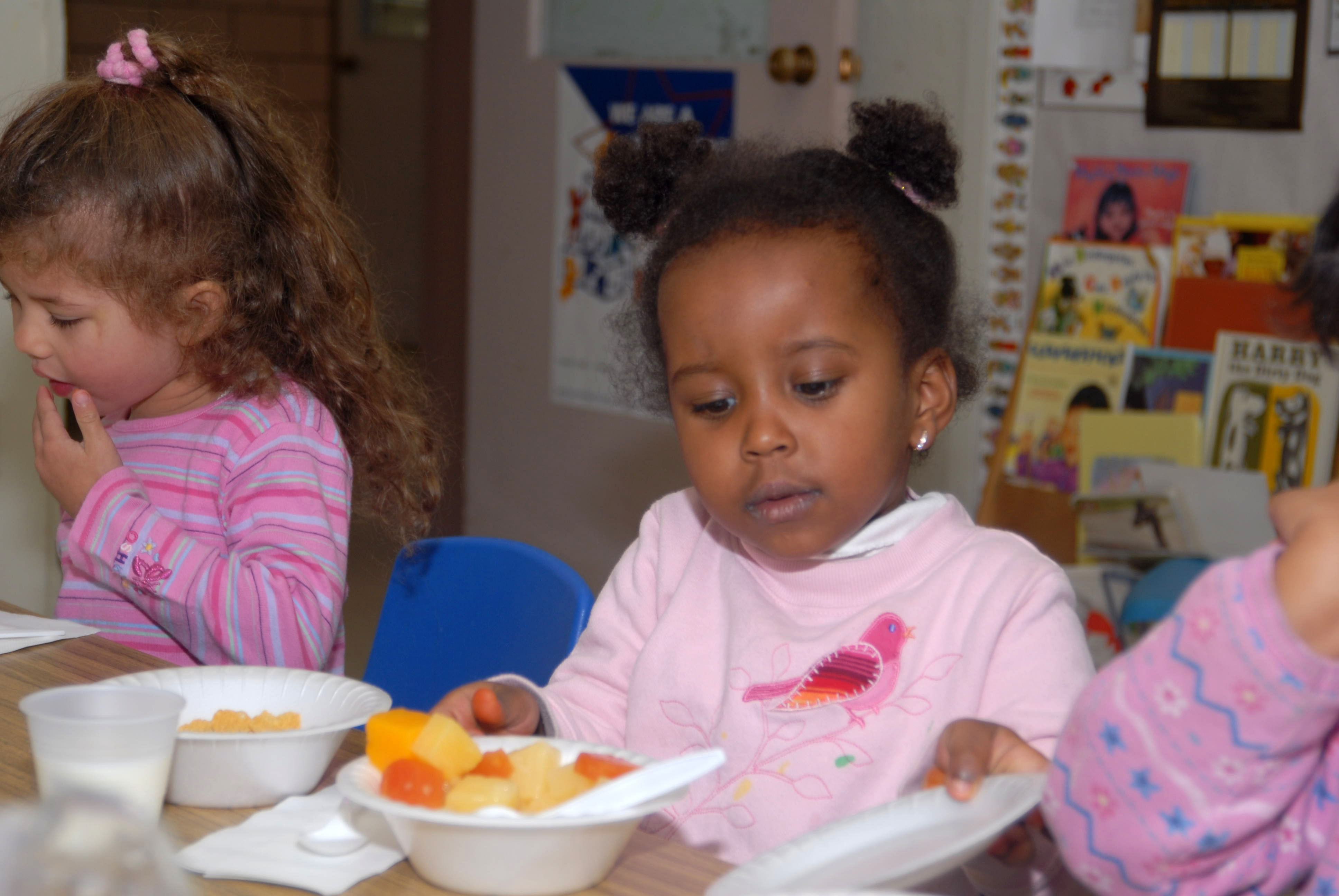
تقل احتمالية انتشار العدوى عندما يغسل الأطفال والبالغون أيديهم كثيرًا ، خاصة قبل تناول الطعام

العدوى عند رعاية الأطفال هي عبارة عن انتشار العدوى أثناء رعاية الأطفال ، عادةً بسبب الاتصال بين الأطفال في الحضانة أو المدرسة .و هذا يحدث حينما تلتقي مجموعات من الأطفال في البيئة المختصة برعاية الأطفال، وقد ينشر أي فرد مصاب بمرض معدٍ المرض إلى المجموعة بأكملها. ومن الأمراض الشائع انتشارها هي الأمراض الشبيهة بالأنفلونزا والأمراض المعوية، فعلى سبيل المثال: الإسهال لدى الرضع الذين يرتدون الحفاضات. فالطريقة في كيفية انتقال في انتقال هذه الأمراض ليست مؤكدة، ولكن غسل اليدين يقلل من بعض مخاطرانتقال العدوى، كما أن زيادة الاهتمام بالنظافة بمختلف الطرق يقلل من مخاطر العدوى.
بسبب الضغط الإجتماعي، قد يكون والدين الأطفال المرضى في دار رعاية الأطفال مستعدين لتوفير الرعاية الطبية غير الضرورية لأطفالهم، فحينما ينصحهم العاملين في دار رعاية الأطفال بالقيام بذلك يتبعون النصيحة حتى ولو كان ذلك مخالفا لنصيحة مقدمي الرعاية الطبية. بالأخص، فإن الأطفال في دار رعاية الأطفال هم أكثر عرضة لتلقي المضادات الحيوية من الأطفال خارج دار رعاية الأطفال.

## آلية الانتقال

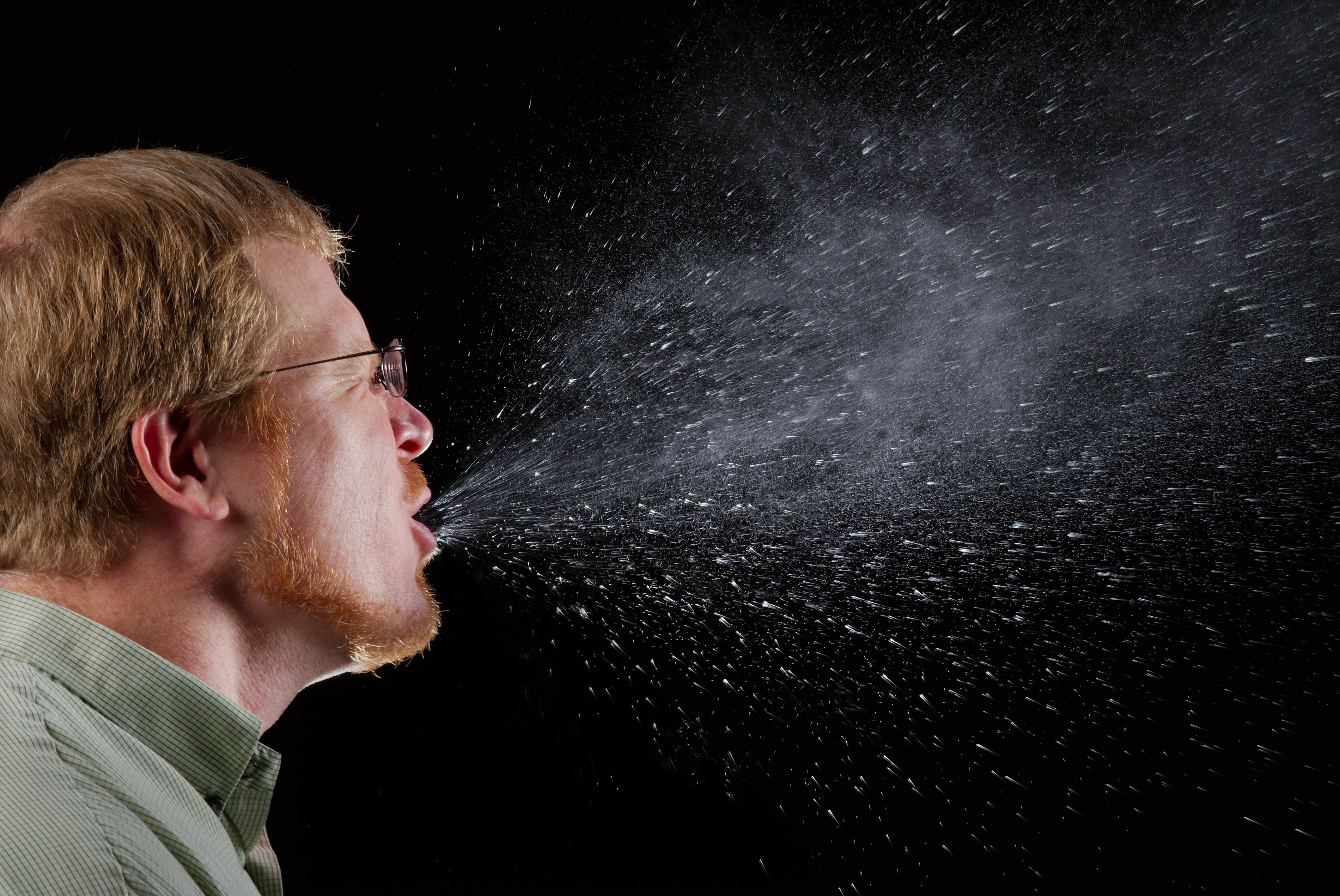
المريض الذي لا يغطي أنفه أثناء العطاس قد ينشر العدوى و بالأخص في دار رعاية الأطفال.

الافتراض الذي يكمن وراء فكرة «العدوى عند رعاية الأطفال» هو أن المكان يتلامس فيه العديد من الأطفال مع بعضهم البعض؛ وهذا قد يكون بؤرة للعدوى، وهو مكان يمكن أن تنتشر فيه العدوى من شخص لآخر.
تقل عدوى الإنفلونزا والجهاز التنفسي عند المجموعات التي عادة تغسل اليدين، ولكن المسار الفعلي الذي تنتشر فيه الأمراض غير واضحة إلا أن حقيقة غسل اليدين تعمل على توقف انتقال المرض.
في كثير من الأحيان تنتشر الأمراض المتعلقة بالجهاز الهضمي للإنسان ، كالإسهال أو غيرها من الأمراض المعوية من خلال الطريق الشرجي الفموي وبالأخص في الأماكن التي لم يكمل فيها الأطفال فترة التدريب لقضاء الحاجة في دورات المياه. الحفاضات، والأماكن اللغير واسعة لتغير الحفاضات، حيث أن العادات الغير الصحية تساهم في انتشار العدوى.حيث أن العدوى البكتيرية تنتشر على الأغلب عن طريق اتصال شخص مع شخص آخر، أو عند تناول الطعام، أو من خلال الحيوانات. فمن الصعب تحديد العوامل الفيروسية المسببة لانتشارالمرض المعوي، كما أن تقيمات هيليكوباكتر بيلوري لم تتمكن من تحديد كيفية انتشارالمرض المعوي أثناء رعاية الأطفال، ولكنها أكدت بأن الأمراض المعوية تنتشر بصورة سهلة في دار رعاية الأطفال، ولهذا فيصعب إعطاء التوصيات للوقاية منها.

## علم الأوبئة
تعتبرالعدوى عند رعاية الأطفال مصدر قلق لصحة العامة لأنها قد تؤدي بصحة الأطفال، حيث أن العدوى التي يلتقطها الأطفال خلال رعايتهم (في دار الرعاية)، قد تنتشر بالمنازل والمجتمعات بعيدا من دار رعاية الأطفال. عموما فإن الأطفال الذين يأتون إلى دار رعاية الأطفال فتكون نسبة إصابتهم أكثر 2-3 مرات من الأطفال الذين لا يتلقون مثل هذه الخدمات.

## الوقاية
تحدث العدوى بسبب إصابة الأفراد بالعدوى في دار رعاية الأطفال وتنتشر العدوى بداخل تلك البيئة، التي يكتسبها الأطفال ويصبحون مههدون بخطر العدوى. فازدياد خطر العدوى مرتبط بممارسات أولئك الموجودين في دار رعاية الأطفال، فبإمكان تقليل العدوى بإتباع التدابير الوقائية.فالممارسات التي تقلل من احتمالية انتشار العدوى تتضمن التشجيع لغسل اليدين، توفير محارم ورقية للوجه لتغطية الأنف عند العطاس، تحضير الطعام في معزل عن الأنشطة الأخرى، التنظيف واستخدام المطهر للأسطح المعرضة للمس من قبل الناس، وفي أماكن تغيير الحفاضات للأطفال، لابد من اتباع الممارسات الجيدة لتغيير الحفاضات والتخلص منها أثناء تنظيف الأطفال ومنطقة التغيير.
هناك بعض الخيارات للوقاية من الأمراض أثناء التواص الجسدي بالأشياء المادية. العديد من الأشياء المادية في مركز الأطفال مثل الألعاب، الكراسي، والطاولات، وكل شيء معرض للمس من قبل أي شخص والذي بشأنه أن يسبب العدوى أو المرض. هناك بعض المطهرات التي أثبتت الدراسات فاعليتها ضد السلمونيلة التيفية الفأرية والعنقودية الذهبية التي قد تكون على الكرسي (ما) أو اللعبة. و التي يمكن استخدامها للوقاية /لمنع هذه العدوى. فأولا لدينا كلوروكس أنيوير(سي آي) و الذي حقق أفضل نتيجة لتقليل السلمونيلة التيفية الفأرية والعنقودية الذهبية.كلوركس جرين وركس (جي سي واي) هو الثاني الذي أظهرنتيجة في تقليل ولكن ليس أكثر من كلوروكس أنيوير، فهو النوع الذي أظهر انخفاضا ولكن مازال يظهر فاعلية سيتروس فارم إديشون (سي أف إي)

## العلاج
يمكن علاج العدوى في دار رعاية الأطفال تماما كالعدوى المكتسبة من خارج دار رعاية الأطفال، ومع ذلك فإن الضغوطات على الطفال المريض لأخذه الرعاية الصحية غير الضرورية حتى ولو كانت تخالف نصيحة مقدمي الرعاية الصحية.عادة ما تعطى المضادات الحيوية للأطفال الذين لاتجدي فيهم الأدوية نفعا. و هذا شائعا بشكل خاص لدى الأطفال المصابين بالتهابات الجهاز التنفسي والتي لاتسطيع المضادات الحيوية علاجها، حيث أن الأطفال الأصغر سنا والأطفال الذين لديهم تأمينا صحيا خاصا يغطي نفقاتهم الطبية.
فالأطفال الذين يأتون إلى دار رعاية الأطفال هم أكثر عرضة لتناول المضادات الحيوية بمرتين عند المرض مثل الأطفال الذين لا يأتون إلى دار رعاية الأطفال. فهذا الأمر بسبب أن مقدمي رعاية الأطفال يرغبون في استضافة الأطفال الذين لا يعانون من المرض، وبالتالي يصرون على الوالدين للحصول على المضادات الحيوية أو أي علاج آخر حتى ولو كانت مخالفة لنصيحة مقدمي الرعاية الصحية.حيث أن الإفراط في استخدام المضادات الحيوية في دار رعاية الأطفال قد يؤدي إلى زيادة مقاومة البكتيريا للمضادات الحيوية في دور رعاية الأطفال. حيث أن ازدياد مقاومة المضادات الحيوية أمر مثير للقلق، فالآثار الحالية لهذا الأمر غير مؤكدة، على الرغم أنه من المتوقع أن يصبح هذا الأمر من أكثر المشاكل الصحية العامة انتشارا في المستقبل.

## المجتمع والثقافة
قد تتضرر العائلات التي يستقطع فيها الوالدان إجازة من وقت العمل لرعاية أطفالهم المرضى بدلا من إرسالهم إلى الدارالمختصة بخدمات رعاية الأطفال، وذلك يؤدي إلى استقطاع ساعات العمل والراتب. حيث أن بعض الأبحاث اقترحت أنه عندما يكون الوالدين لديهم إجازة مدفوعة الأجرلرعاية أطفالهم المرضى، ومن غير المرجح أن يعطوا أطفالهم المضادات الحيوية مال لم يكونوا متأكدين من أن مقدم الرعاية الصحية أوصى بذلك.
عادة يرفض مقدمي رعاية الأطفال تقديم الرعاية للأطفال المرضى، ويطلبون من الوالدين بتوفير ترتيبات بديلة، لمختلف الأسباب والتي تتضمن عدم قدرة مقدمي رعاية الأطفال على معرفة الأمراض المعدية، كما أن يرفض مقدمي الرعاية للأطفال بتقديم الرعاية حتى للأطفال الذين يعانون من أمراض حادة والتي ليست من المرجح أن تنتشر بين الآخرين.

## روابط خارجية
- المخاطر الصحية للرعاية النهارية في مدلاين بلس
- التهابات الجهاز التنفسي عند الأطفال ، دليل مرك اليدوي للمرضى ومقدمي الرعاية